# Saarihiihto
 (mai 2022).
Le contenu est difficilement compréhensible vu les erreurs de traduction, qui sont peut-être dues à l'utilisation d'un logiciel de traduction automatique.
Saarihiihto est une compétition de ski de fond organisée dans le golfe de Finlande. Le tracé s'est peu à peu étendu à la ville de Virolahti. La première édition de la course a eu lieu en 2003 lorsque le but était d'atteindre l'île de Paatio.

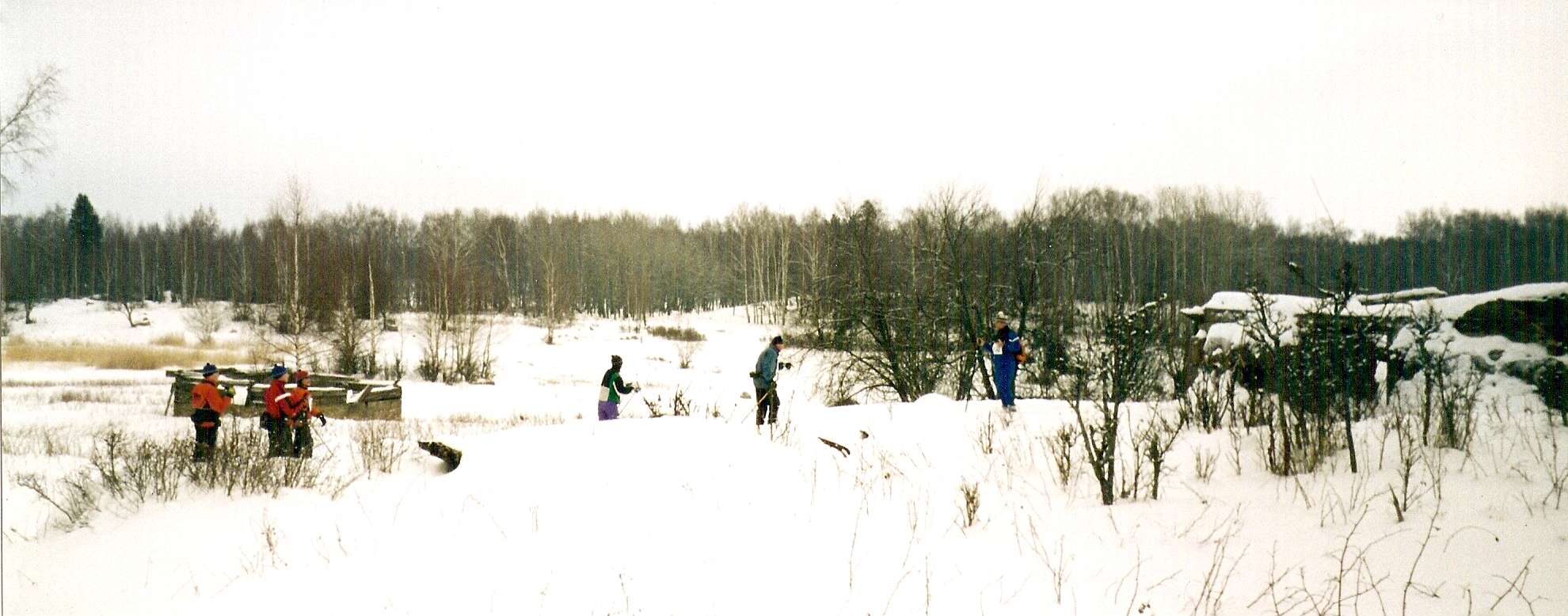
Saarihiihto

Pour des raisons météorologiques, les éditions 2007 et 2008 ont été annulées. En 2009 et 2011, le parcours est passé du côté finlandais.

## Sources
- (fi) Cet article est partiellement ou en totalité issu de l’article de Wikipédia en finnois intitulé « Saarihiihto » (voir la liste des auteurs).